# Bandidos (Tazenda)
Bandidos è un singolo dei Tazenda, pubblicato il 1º marzo 2003 dalla Crisler Music.

## Video musicale
Nel video del brano i due membri del gruppo, Gino Marielli e Gigi Camedda, interpretano due banditi in fuga dalle forze dell'ordine.

## Tracce
Testi e musiche di Gino Marielli.
CD, vinile
1. Bandidos – 3:23
2. Bandidos (Italian version) – 3:23

Download digitale
1. Bandidos – 3:19
2. Bandidos (Instrumental) – 3:17

## Formazione
Tazenda
- Gino Marielli – voce, tastiera
- Gigi Camedda – voce, chitarra elettrica

Altri musicisti
- Cristian Rocco – chitarra elettrica
- Gianluca Gadau – chitarra acustica
- Bruno Crovetto – basso
- Roby Battini – piano Fender, organo Hammond
- Luca Battini – batteria, percussioni